# Alvarado (metropolitana di Madrid)
Alvarado è una stazione della linea 1 della metropolitana di Madrid.
Si trova sotto la calle de Bravo Murillo, all'intersezione con le vie di Juan Pantoja e Alvarado, nel distretto di Tetuán.
La denominazione deriva dalla calle de Alvarado che si trova al lato della stazione ed è dedicata al conquistatore spagnolo Pedro de Alvarado, capitano di Hernán Cortés.

## Storia

Ampliamento della linea 1 che ha incluso la stazione di Alvarado

La stazione fu inaugurata il 6 marzo 1929 quando la linea 1 venne prolungata fino al quartiere Tetuán.

## Accessi
Ingresso Alvarado
- Bravo Murillo, dispari Calle de Bravo Murillo, 135
- Bravo Murillo, pari Calle de Bravo Murillo, 136